# Disklavier

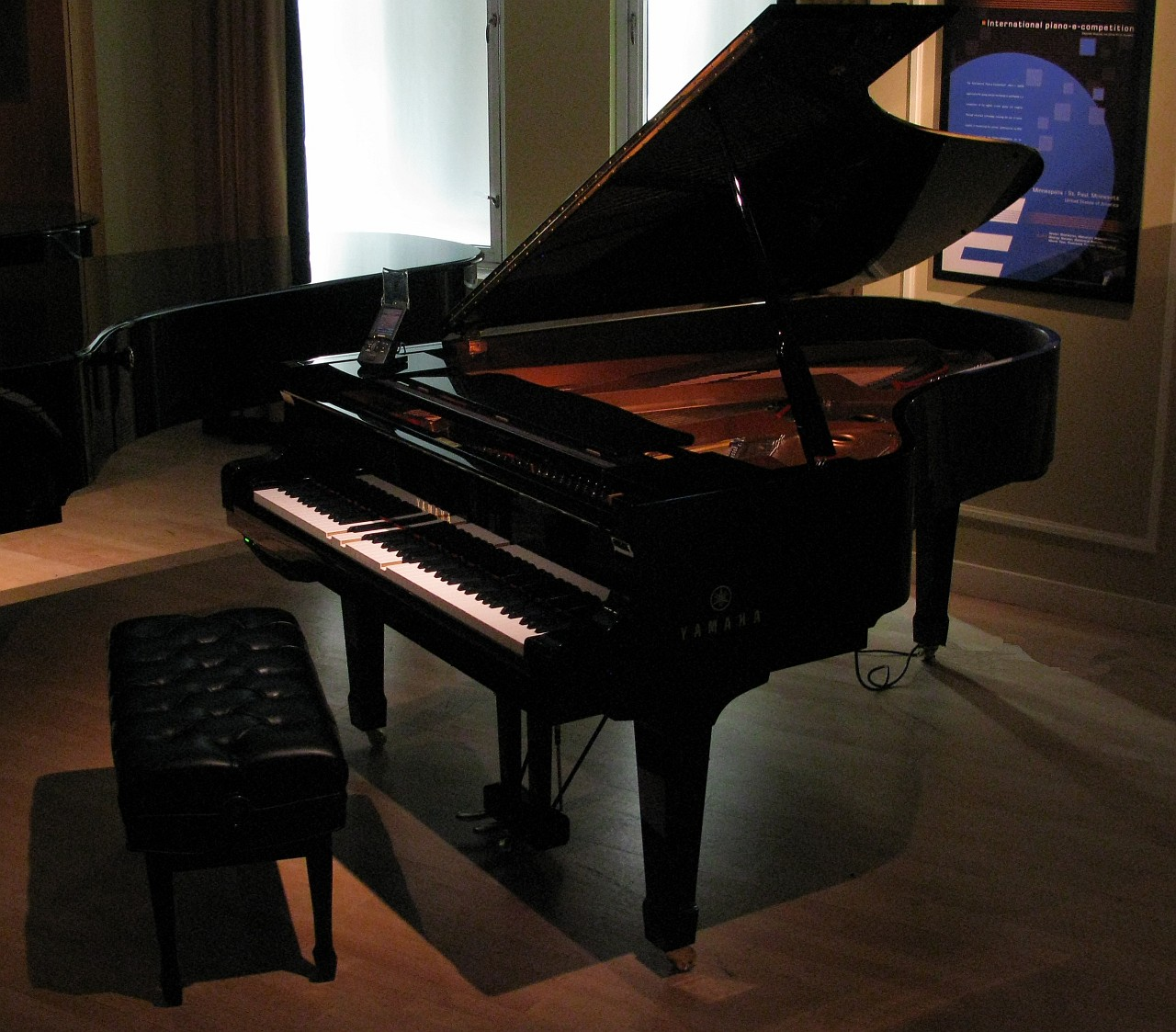
Ein Yamaha-Disklavier

Disklavier ist der Markenname für eine Gruppe von Reproduktionsklavieren der Yamaha Corporation. Sie wurden 1987 in den USA eingeführt.

## Allgemeines
Die verschiedenen Formen des Disklaviers sind akustische Klaviere und Flügel. Ausgestattet mit Elektromagneten können Tastenanschläge selbstständig ausgeführt und Pedale betätigt werden, während optische Sensoren, die mit LEDs verbunden sind, die Tasten- und Pedalbewegungen des Spielers erkennen. Basierend auf herkömmlichen Instrumenten wurden diese zusätzlichen Einbauten so entwickelt, dass die Sensoren und elektromechanischen Elemente den Spieler des Instruments nicht stören oder anderweitig beeinträchtigen. Darüber hinaus ist eine zusätzliche Elektronik in der Lage, Daten zu speichern, darunter die Performance-Daten des jeweiligen Pianisten, die dann – ohne den Pianisten – reproduziert werden können, so dass das Instrument, wie von „Geisterhand“ bewegt, allein spielt. Anschlagsfeinheiten wie Dynamik und Dauer sowie die Agogik der Interpretation des einspielenden Pianisten bleiben erhalten. Disklaviere können MIDI-Daten verschiedener Speichergeräte verarbeiten, so von Disketten, CD-ROMs und USB-Sticks. Dadurch finden sie auch Verwendung in der seriellen Musik sowie in Kompositionen der Computermusik.
Disklaviere werden in den Bauform von Klavieren, Stutzflügeln und großen Konzertflügeln hergestellt, bis hin zu einem Produkt namens „Disklavier Pro“. Das „Disklavier Pro“ ist in der Lage, Tasten- und Pedalbewegungen mit einer gegenüber dem Standard-Disklavier erhöhten Präzision zu reproduzieren. Es ist das offizielle Instrument der Minnesota International Piano-e-Competition, die 2018 zum 11. Mal stattfand. Bis zum Jahr 2011 können die Darbietungen dieses Wettbewerbs als MIDI-Files heruntergeladen werden.

## Mark II, Mark IIXG, Mark III
Weiterentwicklungen enthalten Möglichkeiten zur Aufnahme und Wiedergabe von Standard MIDI-Files mittels Diskette, einen eingebauten Synthesizer (die XG Tonebank), die Hinzufügung von Audio-Tracks (in Kombination mit MIDI) via CD-ROM (für die Wiedergabe), das SmartKey-System zum Lernen für Anfänger, Karaoke-Funktionen und verschiedene Multi-Tracking-Aufnahme-Funktionen. Mit dem Disklavier III präsentierte Yamaha schließlich auch die Fähigkeit, gesampelte Sounds über Kopfhörer oder andere Audio-Ausgänge zu spielen, d. h. ein „stilles Spiel“, ohne die Hämmer und Saiten zu benutzen.

## Pro
Im Jahr 1999 wurde das „Disklavier Pro“ eingeführt, das „II Pro“. Ein wesentliches Merkmal dieser Version ist die größere Genauigkeit bei der Wiedergabe. Das Pro benutzt eine proprietäre Erweiterung von MIDI-Daten, durch die Timing-Informationen noch präziser aufgezeichnet werden. Anstatt des MIDI-Standards von 127 Schritten benutzt Yamaha eine Unterteilung von 0–1023 für Key-After-Touch, Note-On und Note-Off. Ein ähnliches Prinzip wird für die Pedal-Daten verwendet, bei dem durch eine Unterteilung in 256 Schritte auch halbes und viertel Pedal erfasst und wiedergegeben werden können. Dadurch ist die Wiedergabe so genau, dass sie von der eines live gespielten Klaviers oder Konzertflügels praktisch nicht mehr zu unterscheiden ist.

## Kompositionen für Disklavier
Das Disklavier kann als Reproduktionsklavier zur Einspielung von herkömmlichen Klavierstücken verwendet werden. Es gibt aber auch einige Originalkompositionen, die speziell für das Disklavier entstanden sind und aufgrund der Komplexität live nur bedingt oder gar nicht gespielt werden können. Auch können das Spielen durch den Pianisten und die elektromechanische Wiedergabe kombiniert und in Aufführungen live dargeboten werden:
- Clarence Barlow: or a cherish'd bard... (1998); Les Ciseaux de Tom Johnson (1998); Kurti Suti Bekar (1998); 3:4:5 (2004)[2]
- Tristram Cary, Sevens Concertino for Yamaha Disklavier and Strings (1991)
- Carson Cooman (* 1982), Revolutionary Earthworks: Music for Mechanical Piano für Disklavier (2009)
- Oscar van Dillen, Memos for a New Millennium für Disklavier mit Spieler (2002)
- Karlheinz Essl, (1992–2010) Lexikon-Sonate – interaktive Echtzeitkomposition für computer-gesteuertes Klavier[3]
- J. B. Floyd, mehrere Stücke für oder mit Disklavier
- Kyle Gann, Nude Rolling Down an Escalator: Studies for Disklavier und weitere[4]
- Gordon Green, Serpentine Sky
- Libero Mureddu, Déploration pour la mort de György Ligeti (2006)[5]
- Olga Neuwirth, Kloing!, für Disklavier, Live-Pianist und Visual Jockey (2008)
- John Rea, J'ignore si j'étais un homme rêvant alors que j'étais un papillon, ou si je suis à présent un papillon rêvant que je suis un homme für 27 Spieler und Disklavier (2001)
- Benedikt Schiefer: Gesture (2009) (...) algorithmic composing media installation for Disklavier piano; Three Interludes for Disklavier piano (2009)
- Conrad Schnitzler, zahlreiche Stücke für Disklavier
- Carl Stone: Sa Rit Gol für Disklavier, 1997
- Aphex Twin: Drukqs, 2001
- PC Nackt: Plunderphonia, 2020